# Маска ужаса
Маска ужаса (фр. Le masque d'horreur) француски је црно-бели неми хорор филм из 1912. године, редитеља Абела Ганса, са Едуардом де Максом, Чарлсом де Рошфором и Флорелом у главним улогама. Радња прати лудог вајара који покушава да створи насловну „маску ужаса”.
Филм се данас сматра изгубљеним.

## Радња
Луди вајар у покушају да осмисли изглед „маске ужаса”, седа испред огледала и размазује по себи крв из посуде уљанице. Након тога он попије вирулентни отров и посматра ефекте сопственог бола.

## Улоге
| Глумац          | Улога  |
| --------------- | ------ |
| Едуард де Макс  | вајар  |
| Чарлс де Рошфор |        |
| Флорела         |        |
| Жан Тулут       | Ермонт |
| Матилда Тизо    |        |